# 복숭아혹진딧물

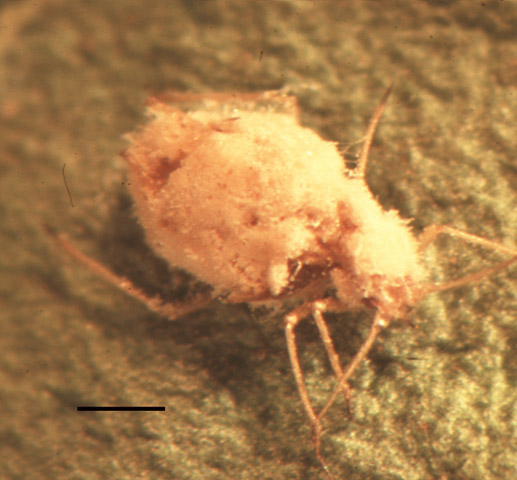
곤충병원성 곰팡이 판도라 네오아피디스(Pandora neoaphidis)에게 죽은 복숭아혹진딧물 (눈금막대 크기: 0.3 mm)

복숭아혹진딧물(학명: Myzus persicae 미주스 페르시카이[*])은 노린재목에 속하는 작은 크기의 녹색 진딧물이다. 생장 감소, 잎의 오갈 증상, 그리고 다양한 조직의 고사를 초래하는 복숭아나무의 아주 중요한 진딧물류 해충이다. 오이모자이크바이러스 (CMV), 감자Y바이러스 (PVY) and 담배식각바이러스 (TEV) 등의 식물 바이러스를 퍼뜨리는 매개충으로의 역할을 하기도 한다. 감자Y바이러스와 감자잎말림바이러스는 가지과에 속하는 식물로 전반될 수 있으며, 수 많은 기타 작물에서 나타나는 다양한 모자이크바이러스이다.
1776년 스위스의 곤충학자 요한 하인리히 슐처(Johann Heinrich Sulzer)가 처음으로 기재하였으며, 종소명 'persicae'는 라틴어로 복숭아를 뜻하는 단어의 소유격이다. 이 종의 총모식 표본은 일리노이 자연사통람곤충수장고에 있다.

## 생활환
복숭아혹진딧물의 생활환은 온도에 따라 다르다. 완전한 세대는 약 10일에서 12일 정도 소요되며, 연간 20세대 이상의 세대가 온대 기후에서 보고된다. 벚나무속의 식물에서 겨울을 보내고 식물이 휴면 상태에서 깨어날 때에 알이 부화해 약충이 식물의 꽃·어린 잎·줄기를 식해한다. 몇 세대가 지난 후에는 유시충 개체가 여름 기주에 약충을 낳는다. 한대 기후에서는 성충이 가을에 짝짓기를 해 알을 낳기 위해 벚나무속 식물로 되돌아간다. 알 생산이 절정에 이르는 가을 세대를 제외한 모든 세대는 단성생식(무성)이다. 암컷은 출생 후 6~17일 뒤에 자손을 낳으며, 첫 출산 시 평균 연령은 10.8일이다. 번식기의 길이는 각기 다르나 평균 14.8일이다. 수명의 평균 길이는 천적이 없다는 조건 하에서 대략 23일이다. 식물에 가장 큰 피해를 주는 시기는 복숭아혹진딧물의 번식이 절정에 달하는 초여름인데, 이는 월동 단계의 알이 여름 기주의 약충으로 부화하는 벚나무속의 유시성 분산충이 몇 세대 후 담배, 감자, 십자화과 채소로 이동하여 지속적으로 해를 끼치기 때문이다.

## 분포
복숭아혹진딧물은 전세계에서 발견되지만 원래 분포지는 주요 기주인 복숭아나무와 마찬가지로 아시아에서 기원했을 것으로 보인다. 극한의 온도나 습도가 있는 지역을 선호하지 않는다. 바람과 폭풍으로 인해 매우 먼 거리를 이동할 수 있다. 그러나 이전의 연구에서는 복숭아혹진딧물의 경우 장거리 이동이 드물기 때문에 다양한 유전자형이 원거리 지리적 영역에 걸쳐 확산되는 것은 인위적인 영향 때문일 것으로 본다.
밭 작물의 해충일 뿐만 아니라 온실 해충으로 작용하는 경향이 있다. 따라서 어린 식물이 이러한 진딧물에 감염되어 온실에서 타지로 옮겨지게 됨에 따라 널리 분포하게 된다. 이는 커다란 분포 범위와 날씨가 좋지 않은 지역에서의 높은 생존율 및 식물 재료에서 쉽게 운반되는 능력으로 설명이 가능하다.
16개국 또는 섬에 유입되었다. 육상 서식지에서 발견되며, 앞서 언급했듯 복숭아혹진딧물의 원산지는 아시아의 온대 지역이 기원일 가능성이 높다. 유럽 자연정보시스템(European Nature Information System. EUNIS)에 따르면 이들의 서식지는 늘어서 있는 나무들, 작은 인공림, 최근에 벌목된 숲, 초기 단계의 숲, 그리고 잡목숲으로 분류된다.

## 특징과 생태

### 생김새
알은 길이 0.6mm 너비 0.3mm이며 타원형이다. 산란한지 얼마되지 않은 알은 노란색 또는 녹색을 띠지만 시간이 흐르면서 점차 검정으로 변한다. 약충은 초기에 녹색이지만 곧 노란빛으로 변하며 모체를 점점 닮아간다. 유시충으로 태어난 약충은 분홍빛을 띤다.
유시 성충은 머리와 가슴이 검정색을 띠며 배는 전체적으로 황록색에 배 윗부분에는 커다란 검정 무늬가 있다. 몸길이는 1.8~2.1mm이다. 무시 성충은 노란색 또는 녹색을 띠며, 몸통 한 가운데 또는 양 옆에 녹색 띠가 존재한다. 뿔관의 색은 몸 색깔과 일치하며, 길이는 보통 크기이고 고르지 않게 부풀어 있다. 다리는 색이 옅다. 성충은 황록색·붉은색·갈색을 띠는데 이유는 기주 식물, 영양분, 온도에 따라 주로 영향을 받는 형태적 차이성 때문이다.
복숭아혹진딧물을 구별할 수 있는 형태적 특성으로는 안쪽으로 몰려있는 더듬이 기부의 혹과 끝부분이 검은 날씬한 곤봉 모양의 뿔관이 있다.

### 서식지
월동용 기주 식물로는 복숭아나무·복숭아나무 교잡종·살구나무·자두나무 등의 벚나무속 나무들이 있다. 여름에는 목본성 기주에서 가지과·명아주아과·국화과·배추과·박과 등의 초본성 기주로 옮겨간다. 농작물마다 복숭아혹진딧물에 대한 감수성에서 차이가 있지만, 가장 어린 식물 조직 또는 활발히 생장하는 식물이며 대부분의 경우 많은 진딧물 개체군을 보유하고 있다. 진딧물이 군집을 형성하면 그 군집의 번식이 진행되는 동안 과밀화로 인해 선호도가 떨어지기 전에 일부 재분포가 발생한다.

### 천적
천적으로는 무당벌레, 병대벌레, 꽃등에, 진디혹파리, 꽃노린재, 장님노린재, 침노린재, 풀잠자리, 기생벌, 이리응애, 곤충병원성 곰팡이가 있다. 하지만 대부분의 천적들은 서식지의 특정성 제한 또는 먹이의 부적합성으로 인해 먹이로서 배제된다. 천적 대부분은 인근 서식지에서 자유롭게 이동하는 포식자이다. 기주 식물, 작물 재배 수단 및 환경 조건의 영향을 받는다.

### 보존 상태
IUCN과 CITES에 따르면 이들의 보존 상태에 대한 정보는 없다. 전 세계적으로 분포하는 침입 해충이기 때문에 멸종 위기에 대한 우려가 없는 종이다.